# Sky High
Sky High (bra: Super Escola de Heróis ou Sky High - Super Escola de Heróis; prt: Escola de Heróis ou Sky High - Escola de Heróis) é um filme estadunidense de 2005, dos gêneros comédia, aventura, ação e fantasia, dirigido por dirigido por Mike Mitchell, com roteiro de Paul Hernandez, Robert Schooley e Mark McCorkle, os mesmos roteiristas de Kim Possible. O filme é estrelado por Michael Angarano, Danielle Panabaker, Mary Elizabeth Winstead, Kelly Preston e Kurt Russell.

## Enredo
O filme conta a história de William Theodore Stronghold, um garoto de 14 anos, filho dos dois maiores super-heróis: o incrivelmente forte e quase invencível Comandante (Kurt Russell) e a super rápida voadora Super Jato (Kelly Preston). Ele e sua melhor amiga Layla (Danielle Panabaker) estão em seu primeiro dia de aula no ensino secundário, e Will ainda não desenvolveu nenhum poder. Na Sky High, existem os super-heróis e os ajudantes e Will e seus amigos tornam-se ajudantes, quando o treinador Barreira (Bruce Campbell), que quebra a barreira do som, os divide assim. Will acaba se machucando, indo para a enfermaria e descobre que pode não desenvolver superpoderes, mesmo sendo filho de dois super-heróis. Por mais que seja raro, o motorista de ônibus Ron Wilson é um desses casos.
Ao chegarem na escola, são recebidos por Speed (Will Harris) e Lash (Jake Sandvig), que tentam chantegeá-los, mas são salvos pela presidente do Comitê da Escola, Gwen Grayson (Mary Elizabeth Winstead) e sua amiga Penny (Malika and Khadijah Haqq). Will imediatamente se apaixona por Gwen. Enquanto isso, os pais do Will salvam o mundo de um robô gigante e seu pai leva o olho robótico como troféu.
Na sala de aula, conhecem seu professor, Sr.Garoto, (Dave Foley), que foi parceiro de seu pai, e começam a aprender como os ajudantes devem fazer nas missões de salvamento.
Chegando em casa, Will não tem coragem de contar a seus pais o que houve, principalmente depois que seu pai adiciona os dados de Will para a entrada da Sala Secreta e mostra todos os seus troféus, incluindo seu favorito, o Pacifier, a arma que o vilão Dor Mortal quebrou durante a luta, desintegrando o vilão, porém o Comandante nunca descobriu o real poder da arma. Apesar de não saberem, 2 vilões (Dor Mortal e Risada) estão os espiando através do olho do robô gigante.
Depois de conhecer os amigos de Will, Steve (comandante) fica furioso ao receber a notícia de que o filho não possui superpoderes e que pode nunca desenvolvê-los.
Na escola, Lash e Speed se divertem com Will e seus amigos e durante uma rasteira de Lash, a bandeja de Will cai sobre Guerren Paz, filho do maior inimigo de Steve, que começa a perseguir Will no refeitório. Quando Guerren ameaça os amigos de Will, ele finalmente desenvolve o poder da super força. Os dois são levados à sala de detenção, a qual neutraliza seus poderes.
No dia seguinte, Will torna-se herói e muda de classe e o professor Medula o coloca com uma parceira de laboratório, que acaba sendo Gwen, que provoca Will, enciumando Layla. Will volta para casa e encontra Gwen conversando com sua mãe, acaba ficando para o jantar e convida os pais de Will para o baile como convidados de honra para receberem um troféu.
Will acaba estudando com Gwen e esquece de seu encontro com Layla, que acaba conhecendo melhor Guerren, que trabalha no restaurante de comida chinesa e dá conselhos para ela. No dia seguinte,, ela tenta seguir os conselhos de Guerren, mas quando Will conta que vai ao baile com Gwen, ela diz que vai com Guerren, o que não agrada Will.
Durante outra noite, enquanto os pais de Will estão em outra missão na Europa, Gwen convence Will a convidar o comitê do baile para sua casa, porém acaba tornando-se uma festa com todos os heróis da escola. Ela o convence a levar em um lugar mais calmo e Will acaba levando-a a Sala Secreta. Enquanto os dois se beijam, Speed rouba o Pacifier e Will nem percebe.
Layla está passando na frente da casa dos Stronghold, quando percebe a movimentação e entra, mas é recebida por Gwen, que fala que Will não quer mais saber dela e de nenhum outro assistente e que ele já sabe que ela esta apaixonada por ele então Layla vai embora. Ao descobrir, Will, decide não sair mais com Gwen, tenta terminar a festa, porém seus pais chegam em casa e ele decide não ir ao baile. Ele tenta conversar com Layla no mesmo restaurante da outra vez, porém ela não aparece dessa vez e ele acaba conversando com Guerren, que conta os sentimentos de Layla e o motivo de eles irem juntos.
Na noite do baile, Josie entrega a seu filho o antigo livro do ano de seu pai e percebe que Gwen se parece com uma colega de seus pais. Então percebe que o Pacifier foi roubado e resolve ligar para o motorista, Ron. Enquanto isso, Gwen revela que é o vilão Dor Mortal que sobreviveu se transformando em bebê por causa do caso do Pacifier ser destruído, mas não foi destruída. Ela começa a transformar todos em bebês e quando todos tentam sair, Lash, Penny e Speed trancam as saídas.
Layla,Guerren, Ethan, Zack e Magenta escapam pelo duto de ventilação e encontram Will. Eles explicam tudo para Will e falam que Gwen transformou seus pais em bebês . Layla e Will se beijam.Enquanto ele vai procurar Dor Mortal, Guerren, Ethan e Layla enfrentam os 3 amigos de Gwen. Após serem derrotados, Penny conta que Gwen pretende desativar o aparelho antigravidade, criado por ela que faz a escola flutuar em apenas alguns minutos. Magenta é enviada para destruir o aparelho criado por Gwen, enquanto Will encontra Gwen fazendo discurso com o pai dele, eles lutam e ele é nocauteado para fora da escola, no mesmo instante que Guerren e Layla chegam. Finalmente Will descobre que também pode voar e consegue salvar a escola de cair, juntamente com Magenta, que rói os fios que Gwen ativou.
Mais tarde, Medula, mesmo bebê, consegue reverter o Pacifier, retornando todos ao que eram e destruindo a máquina. Will desculpa-se com seus pais e o Comandante dá o troféu para os ajudantes, que acabaram sendo os heróis da batalha. O baile continua e Will e Layla se beijam levitando do lado de fora da escola no céu.
No final, os vilões aparecem na sala de detenção e o filme fecha com uma frase de Will: “Então no final minha namorada se tornou minha arqui-inimiga, meu arqui-inimigo se tornou meu melhor amigo e minha melhor amiga se tornou minha namorada. É, faz parte da escola”.

## Elenco e personagens

### Alunos
- Michael Angarano como Willian Theodore "Will" Stronghold: Will é um calouro na Sky High. Seus pais são os dois mais famosos super-heróis do momento, o Comandante e Super Jato. Ele está angustiado porque não apresentou nenhum superpoder ainda, porém mais tarde ele desenvolve a super-força e depois consegue voar. Sempre está usando azul, vermelho e branco, as cores dos seus pais super-hérois.
- Danielle Panabaker como Layla Williams: Will e Layla se conhecem desde a primeira série do ensino primário, quando ela contou para ele de seus poderes de controlar e conversar com plantas e eles se tornaram melhores amigos. Ela é naturalista e acredita que seus poderes só podem ser usados para o bem, e só os usa quando a situação está crítica, além de ter uma paixão secreta por Will. Ela usa tons de verdes. Na batalha final, ela procura não usar os seus poderes, porém quando Penny a agride, a a sua raiva faz com que ela invoque os seus poderes e ela facilmente prende Penny em videiras.
- Mary Elizabeth Winstead como Gwen Grayson/Sue Tenny (Dor Mortal): Uma veterana do ensino secundário, pela qual Will acaba se interessando. Seu verdadeiro nome é Sue Tenny e ela é uma aluna brilhante e tem tecnopatia,ou seja, consegue controlar qualquer tipo de tecnologia, porém é malvada com os amigos de Will. Na verdade ela está em busca de vingança da família Stronghold, os quais a ridicularizaram como uma nerd nos tempos de escola, apesar de suas habilidades como "tecnopata". Durante a luta contra o Commander e Jetstream, sua arma, o Pacifier, funcionou de forma errada e explodiu, transformando-a em bebê. Seu assistente a recriou e assumiu uma nova identidade como Gwen Grayson, para finalmente realizar o seu esquema de criar uma academia maligna como revanche contra os Stronghold. Ela teria conseguido se seus amigos e o motorista Ron Wilson não tivessem a impedido, bem como seu asistente de levar as crianças embora. Ela luta contra Will, porém não ganha quando ele finalmente desenvolve o poder de voar. No início suas roupas são rosa e cinza e, quando aparece como Dor Mortal usa uma armadura tecnológica preta e dourada andrógina e sua voz (executada por Patrick Warburton) fica diferente, assemelhando-se à de Darth Vader (Star Wars).
- Steven Strait como Warren Peace: Warren é o filho de uma super-heroína e um super-vilão, conhecido como Barão Batalha (foi colocado pelo Commander na prisão e considera Will como seu inimigo). Warren é um dos mais rebeldes de Sky High e possui a habilidade de controlar e criar o fogo com sua mente. Mais tarde acaba se tornando melhor amigo de Will. Trabalha no restaurante Paper Lantern, que serve comida chinesa, a favorite de Layla e fala cantonês fluentemente. Seu nome evidentemente é um jogo das palavras "Guerra e Paz". Guerren luta contra Speed e no final do filme consegue vencê-lo. Sua roupas primeiramente são pretas com detalhes em vermelho. Ele também é praticamente indestrutível, já que recebeu dois super-socos de Will e foi jogado através de pilastras e paredes e voltou como se nada estivesse ocorrido.
- Nicholas Braun como Zach: um amigo distante de Will, que possui habilidade de bioluminescência. Gosta da amiga Magenta e se veste de branco e amarelo neon.
- Dee Jay Daniels como Ethan: Um ajudante de heróis, amigo de Will, que tem o poder de liquefação, pode transformar seu corpo no estado líquido (por isso o chamam picolé). Sempre é o alvo de piadas, como colocar a cabeça na privada por Lash e Speed, apesar de vencer Lash no final e ajudar Guerren a vencer Speed. Suas roupas são de cor laranja.
- Kelly Vitz como Magenta: Amiga de Will, cuja habilidade é a de se transformar em um porquinho-da-índia, com as mechas de seu cabelo. Suas cores são roxo e preto. Salva a escola por ter roído o fio que tirava sua antigravidade.
- Malika and Khadijah Haqq como Penny: É a melhor amiga de Gwen, cujo poder é de criar clones de si mesma até formar uma equipe inteira de líderes de torcida. Juntamente com Lash e Speed, ajuda Gwen em seu plano maléfico. Acreditando que Layla não possui poder, ativa a sua raiva e acaba perdendo a batalha. Termina na sala de detenção, juntamente com o resto da gangue. Suas cores são laranja e azul, apesar de ela aparecer sempre com roupa de líder de torcida.
- Jake Sandvig como Lash: É um dos malvados de Sky High. Juntamente com seu melhor amigo, Speed, eles adoram atormentar os ajudantes de super-heróis e qualquer pessoa que não possua superpoderes. Ele tem elasticidade e juntamente com Speed, sempre foram campeões do jogo “Salve o cidadão”, até que Will e Guerren os derrotam. Sua roupas são de cores preto e branco em listras. Acaba sendo derrotado por Ethan no final, quando fica com sua cabeça presa na privada, graças ao seu superpoder.
- Will Harris como Speed: É o melhor amigo de Lash e juntos são campeões no jogo “Salve o cidadão”, até serem derrotados por Will e Guerren. Apesar de seu tamanho, possui super-velocidade. Veste-se com as mesmas cores que Lash. Para ser vencido, foi necessário Guerren e Ethan, pois sua velocidade possui vantagens sobre os poderes de Guerren. Perde quando Ethan derrete enquanto Speed corre, o que faz com que ele escorregue e perca velocidade, fazendo com que Warren conseguisse o acertar e o prender na parede.

### Outros
- Kurt Russell como Steve Stronghold/The Commander: Pai de Will, Steve Stronghold e sua mulher Josie são os maiores vendedores de uma agência imobiliária de Maxville, enquanto escondem suas verdadeiras identidades de super-heróis. Como Commander, é um dos mais fortes super-heróis do mundo, principalmente por causa de sua super-força e estabilidade. Às vezes fica cego pelo seu próprio ego, mas quando se trata de família, está sempre perto para apoiar seu filho. Como Steve, usa óculos para esconder sua identidade (estilo Superman), porém como Commander, usa roupas em vermelho, azul e branco. O logotipo do castelo no seu tórax aparentemente representa uma fortaleza, o significado de seu sobrenome.
- Kelly Preston como Josie Stronghold/Jetstream: Mãe de Will, Josie Stronghold e seu marido Steve são os maiores vendedores de uma agência imobiliária de Maxville. Como Jetstream ela pode voar e possui experiência em combates corpo-a-corpo, além de representar a imagem de uma mãe clássica, a qual sempre deixa Will envergonhado. Como seu marido, usa óculos como Josie e usa as cores vermelho, azul e branco para esconder sua identidade.
- Lynda Carter como Diretora Powers: É a Diretora de Sky High, e seu superpoder é o de transformar-se em um cometa (no final do filme ela fala “Eu não sou Mulher Maravilha, sabiam?”, que devidamente compreendido dá para entender que é uma citação ao seu papel como Mulher Maravilha na série da década de 70).
- Bruce Campbell como Treinador Boomer/Sonic Boom: É o professor de educação física de Sky High, por possuir o grito supersônico. É o encarregado de dividir os calouros em heróis e ajudantes e o supervisor do jogo “Salve o cidadão”. E os heróis ganharam esse jogo.
- Kevin Heffernan como Ron Wilson - motorista: É o motorista de ônibus de Sky High, Ron Wilson é o filho de 2 super-heróis que não adquiriu nenhum superpoder. Sente orgulho de levar os “super-heróis do futuro” para a escola. Ajuda a salvar o dia e a escola quando leva Will para Sky High e quando golpeia Stitches, o ajudante de Royal Pain e o impede de levar os bebês embora. No final do filme, ele cai em um barril de lixo tóxico e ganha poderes (supostamente o poder de aumentar seu tamanho corporal), e começa a trabalhar para o prefeito.
- Cloris Leachman como Enfermeira Spex: Uma senhora gentil e original com a habilidade de visão raio-x. É ela que fala para Will que ele pode não desenvolver poderes.
- Jim Rash como Mr. Grayson/Stitches: Ajudante de Royal Pain e pai de Gwen Grayson/Sue Tenney, que a criou desde que foi transformada em bebê. No final ele tenta levar os bebês com um ônibus, porém Ron Wilson o golpeia e diz ser o único que pode transportar super-crianças.
- Dave Foley como All American Boy / Mr. Boy: Foi o antigo ajudante do Commander que agora é professor de todos os ajudantes. Apesar de sentir orgulho em educar futuros ajudantes, sempre aparenta estar deprimido, pois sua maior realização foi ser ajudante do Commander. Ainda lembra que por muito tempo gostou de Jetstream.
- Kevin McDonald como Senhor Medula: O maluco cientista de gigantesca cabeça cujo poder é o de possuir uma super-inteligência, que é mais inteligente que um homem comum mesmo quando transformado em bebê. Ele ajuda na restauração de todos em suas próprias idades.

## Música
| Críticas profissionais | Críticas profissionais |
| Avaliações da crítica  | Avaliações da crítica  |
| Fonte                  | Avaliação              |
| ---------------------- | ---------------------- |
| AllMusic               | [ 5 ]                  |

A trilha sonora de Sky High foi lançada pela Hollywood Records em 26 de julho de 2005 e é composta por covers de canções da década de 1980 (com exceção de "Just What I Needed]
", que era de 1978, apesar da maioria das canções serem de anos 80). Embora nenhuma das partituras de Michael Giacchino tenha sido incluída no álbum de canções, uma edição limitada de sua partitura foi emitida pela Intrada Records em 2017.
Lista de canções
1. "I Melt with You" – Bowling for Soup (Originally by: Modern English) - 4:03
2. "Through Being Cool" – They Might Be Giants (Originally by: Devo) - 3:17
3. "Save It for Later" – Flashlight Brown (Originally by: The Beat) - 2:49
4. "Everybody Wants to Rule the World" – Christian Burns (Originally by: Tears for Fears) - 4:28
5. "One Thing Leads to Another" – Steven Strait (Originally by: The Fixx) - 3:10
6. "Lies" – The Click Five (Originally by: Thompson Twins) - 2:58
7. "Voices Carry" – Vitamin C (Originally by: 'Til Tuesday) - 4:16
8. "Please, Please, Please, Let Me Get What I Want" – Elefant (Originally by: The Smiths) - 2:53
9. "True" – Cary Brothers (Originally by: Spandau Ballet) - 5:11
10. "Just What I Needed" – Caleigh Peters (Originally by: The Cars) - 3:38
11. "Can't Stop the World" – Ginger Sling (Originally by: The Go-Go's) - 3:25
12. "And She Was" – Keaton Simons (Originally by: Talking Heads) - 3:49
13. "Twist and Crawl" – Skindred (Originally by: The Beat) - 2:31

Recepção
A AllMusic avaliou o álbum como 2,5 / 5, dizendo que "tropeça mais do que consegue" e é "dolorosamente convencional."

## Recepção
O Metacritic, que usa uma média ponderada, atribuiu ao filme uma pontuação de 62 em 100, baseado em 29 críticos, indicando críticas "geralmente favoráveis".